# Гусяк Ірина Степанівна
Ірина Степанівна Гусяк (нар. 30 квітня 1990, Трускавець, Львівська область) — українська борчиня вільного стилю, чемпіонка світу серед студентів, чемпіонка Європи та бронзова призерка чемпіонатів Європи, срібна призерка всесвітньої Універсіади, володарка Кубку Європейських націй. Майстер спорту України міжнародного класу з вільної боротьби.

## Біографія
Боротьбою почала займатися з 2001 року. У 2006 році здобула бронзову нагороду на чемпіонаті Європи серед кадетів. Наступного року на цих же змаганнях завоювала чемпіонський титул. У 2009 році стала віце-чемпіонкою світу серед юніорів. Наступного року на юніорській європейській першості виграла бронзову медаль.
Виступала за спортивне товариство «Спартак», Львів.
Випускниця Львівського державного училища фізичної культури та Львівського державного університету фізичної культури. Працює вчителем з вільної боротьби в Олімпійському коледжі імені Івана Піддубного.

## Відзнаки та нагороди
- Орден княгині Ольги III ступеня (2013) — за досягнення високих спортивних результатів на XXVII Всесвітній літній Універсіаді в Казані, виявлені самовідданість та волю до перемоги, піднесення міжнародного авторитету України[1].
- Почесна громадянка Трускавця (2019)[3].

## Спортивні результати на міжнародних змаганнях

### Виступи на Чемпіонатах світу
| Змагання                        | Збірна  | Вагова категорія          | Місце |
| ------------------------------- | ------- | ------------------------- | ----- |
| Чемпіонат світу з боротьби 2013 | Україна | жіноча боротьба, до 55 кг | 5     |
| Чемпіонат світу з боротьби 2017 | Україна | жіноча боротьба, до 53 кг | 9     |
| Чемпіонат світу з боротьби 2019 | Україна | жіноча боротьба, до 55 кг | 7     |

### Виступи на Чемпіонатах Європи
| Змагання                         | Збірна  | Вагова категорія          | Місце  |
| -------------------------------- | ------- | ------------------------- | ------ |
| Чемпіонат Європи з боротьби 2013 | Україна | жіноча боротьба, до 55 кг | Бронза |
| Чемпіонат Європи з боротьби 2014 | Україна | жіноча боротьба, до 55 кг | 8      |
| Чемпіонат Європи з боротьби 2017 | Україна | жіноча боротьба, до 53 кг | 10     |
| Чемпіонат Європи з боротьби 2019 | Україна | жіноча боротьба, до 55 кг | Золото |
| Чемпіонат Європи з боротьби 2020 | Україна | жіноча боротьба, до 53 кг | 8      |

### Виступи на Кубках світу
| Змагання                    | Збірна  | Вагова категорія          | Місце |
| --------------------------- | ------- | ------------------------- | ----- |
| Кубок світу з боротьби 2010 | Україна | жіноча боротьба, до 59 кг | 6     |
| Кубок світу з боротьби 2012 | Україна | жіноча боротьба, до 55 кг | 6     |

### Виступи на Всесвітніх Універсіадах
| Змагання               | Збірна  | Вагова категорія | Місце  |
| ---------------------- | ------- | ---------------- | ------ |
| Літня Універсіада 2013 | Україна | 55 кг            | Срібло |

### Виступи на Чемпіонатах світу серед студентів
| Змагання                                        | Збірна  | Вагова категорія | Місце  |
| ----------------------------------------------- | ------- | ---------------- | ------ |
| Чемпіонат світу з боротьби серед студентів 2012 | Україна | 55 кг            | Золото |

### Виступи на інших змаганнях
| Змагання                                     | Збірна  | Вагова категорія          | Місце  |
| -------------------------------------------- | ------- | ------------------------- | ------ |
| Austrian Ladies Open 2009                    | Україна | жіноча боротьба, до 59 кг | Бронза |
| Золотий Гран-прі з боротьби 2009             | Україна | жіноча боротьба, до 59 кг | 5      |
| Турнір Олександра Медведя 2011               | Україна | жіноча боротьба, до 59 кг | Золото |
| Відкритий чемпіонат Польщі з боротьби 2011   | Україна | жіноча боротьба, до 55 кг | 7      |
| Київський Міжнародний турнір з боротьби 2012 | Україна | жіноча боротьба, до 55 кг | 7      |
| Золотий Гран-прі з боротьби 2012 (Баку)      | Україна | жіноча боротьба, до 55 кг | Бронза |
| Вогні Москви 2012                            | Україна | жіноча боротьба, до 55 кг | Золото |
| Гран-прі «Іван Яригін» 2013                  | Україна | жіноча боротьба, до 55 кг | 5      |
| Київський Міжнародний турнір з боротьби 2013 | Україна | жіноча боротьба, до 55 кг | 7      |
| Турнір Олександра Медведя 2013               | Україна | жіноча боротьба, до 55 кг | Золото |
| Битва на водоспаді 2013                      | Україна | жіноча боротьба, до 55 кг | Золото |
| Золотий Гран-прі з боротьби 2013 (Баку)      | Україна | жіноча боротьба, до 55 кг | Бронза |
| Гран-прі «Іван Яригін» 2014                  | Україна | жіноча боротьба, до 55 кг | 10     |
| Турнір Олександра Медведя 2014               | Україна | жіноча боротьба, до 55 кг | Срібло |
| Турнір Олександра Медведя 2015               | Україна | жіноча боротьба, до 58 кг | Бронза |
| Відкритий чемпіонат Польщі з боротьби 2015   | Україна | жіноча боротьба, до 58 кг | 21     |
| Турнір Дана Колова — Николи Петрова 2016     | Україна | жіноча боротьба, до 58 кг | Бронза |
| Київський Міжнародний турнір з боротьби 2017 | Україна | жіноча боротьба, до 53 кг | Золото |
| Турнір Дана Колова — Николи Петрова 2017     | Україна | жіноча боротьба, до 53 кг | 8      |
| Відкритий чемпіонат Польщі з боротьби 2017   | Україна | жіноча боротьба, до 53 кг | 5      |
| Київський Міжнародний турнір з боротьби 2018 | Україна | жіноча боротьба, до 53 кг | Бронза |
| Турнір Дана Колова — Николи Петрова 2019     | Україна | жіноча боротьба, до 53 кг | 8      |
| Київський Міжнародний турнір з боротьби 2019 | Україна | жіноча боротьба, до 53 кг | 5      |
| Турнір Яшара Догу 2019                       | Україна | жіноча боротьба, до 53 кг | 5      |
| Відкритий чемпіонат Польщі з боротьби 2019   | Україна | жіноча боротьба, до 55 кг | Бронза |
| Турнір Маттео Пелліцоне 2020                 | Україна | жіноча боротьба, до 55 кг | Срібло |
| Київський Міжнародний турнір з боротьби 2019 | Україна | жіноча боротьба, до 53 кг | Бронза |

### Виступи на змаганнях молодших вікових груп
| Змагання                                       | Збірна  | Вагова категорія          | Місце  |
| ---------------------------------------------- | ------- | ------------------------- | ------ |
| Чемпіонат Європи з боротьби серед кадетів 2006 | Україна | жіноча боротьба, до 52 кг | Бронза |
| Чемпіонат Європи з боротьби серед кадетів 2007 | Україна | жіноча боротьба, до 52 кг | Золото |
| Чемпіонат світу з боротьби серед юніорів 2008  | Україна | жіноча боротьба, до 55 кг | 8      |
| Чемпіонат світу з боротьби серед юніорів 2009  | Україна | жіноча боротьба, до 59 кг | Срібло |
| Чемпіонат Європи з боротьби серед юніорів 2010 | Україна | жіноча боротьба, до 59 кг | Бронза |